# Simon Grotelüschen
Simon Grotelüschen (* 3. Oktober 1986 in Lübeck) ist ein deutscher Lasersegler. Er startet für den Lübecker Yacht-Club und ist Mitglied im Bundes-A-Kader des Deutschen Segler Verbands. 2012 wurde er mit der Sportplakette des Landes Schleswig-Holstein ausgezeichnet.

## Leben
Der 1,94 Meter große Grotelüschen wuchs in Lübeck auf und machte dort 2006 das Abitur. Anschließend studierte er Medizin an der Christian-Albrechts-Universität zu Kiel.

## Sportliches
Grotelüschen hat mehrere nationale und internationale Erfolge in der Bootsklasse Laser Standard vorzuweisen:
- 6. Platz Olympische Sommerspiele 2012
- 2. Platz Gesamtweltcup 2012
- 4. Platz Weltmeisterschaft 2012
- 1. Platz Weltcup Kiel/Germany
- 7. Platz Europameisterschaft 2010
- Deutscher Juniorenmeister 2006
- Junioren-Europameister 2005
- Vize Jugend-Weltmeister 2004

Die Qualifikation für die Olympischen Spiele 2008 in Peking verpasste er nur knapp. Bei den Weltmeisterschaften in Perth im Dezember 2011 belegte Grotelüschen den 4. Platz und qualifizierte sich für die Teilnahme an den Segelwettbewerben der Olympischen Spiele 2012 in England. Die Regatten fanden vor der Weymouth and Portland National Sailing Academy zwischen Weymouth und der Insel Portland statt, die sich rund 190 Kilometer entfernt vom Stadtzentrum Londons an der Südküste Englands befindet.

## Einzelbelege
1. ↑  schleswig-holstein.de: Sportplakette für den Segler Simon Grotelüschen (Seite nicht mehr abrufbar, festgestellt im Mai 2019. Suche in Webarchiven) vom 22. Juni 2012, abgerufen am 18. Mai 2013
2. ↑  Grotelüschen ohne Chance auf Olympia-Qualifikation (Seite nicht mehr abrufbar, festgestellt im Mai 2019. Suche in Webarchiven)  Info: Der Link wurde automatisch als defekt markiert. Bitte prüfe den Link gemäß Anleitung und entferne dann diesen Hinweis.. In: Südkurier, 12. Februar 2008. Abgerufen am 12. Januar 2012.
3. ↑  Grotelüschen wird Vierter In: IBN-online.de, 19. Dezember 2011. Abgerufen am 12. Januar 2012.

| Personendaten    | Personendaten         |
| ---------------- | --------------------- |
| NAME             | Grotelüschen, Simon   |
| KURZBESCHREIBUNG | deutscher Lasersegler |
| GEBURTSDATUM     | 3. Oktober 1986       |
| GEBURTSORT       | Lübeck                |